# شمال يا دنيا (فلم)
شمال يا دنيا هو فيلم مصري من إنتاج عام 2013.

## قصة الفيلم
تدور أحداث الفيلم حول فتاة تعمل في ملهى ليلى تدعى «أميرة»، (مي كساب)، وتريد تحقيق أحلامها بأن تصبح مغنية إلا أنها تواجه العديد من الصعوبات في هذا الوقت، ويتهم حبيبها بقضية قتل مما يضطرها إلى التخفى في صورة رجل وترتدي ملابس الرجال حتى لا يستطيع أحد التعرف عليها لكي تتمكن من إثبات براءته.

## طاقم التمثيل
- مي كساب: (أميرة)
- أحمد عزمي: (طارق)
- هيدي كرم: (مها)
- ضياء الميرغني: (سكر)
- يوسف فوزي: (سليم)
- حسن عبد الفتاح: (حسنين)
- أحمد منير: (أدهم)
- سامي مغاوري
- أحلام الجريتلي: (والدة أميرة)

## فريق العمل
- إخراج: أشرف نار
- قصة: أحمد رحال
- إنتاج: أر برودكشن للإنتاج
- مونتاج: محمود حليم
- مدير التصوير: حافظ كيلاني

## وصلات خارجية
- شمال يا دنيا على موقع الدهليز
- شمال يا دنيا على موقع قاعدة بيانات الأفلام العربية
- صفحة الفيلم في قاعدة بيانات الأفلام العربية